# SMART-1
SMART-1或智能1號是欧洲空间局一个借助太阳能离子推进器进入月球轨道的环月人造卫星，该探测器由瑞典负责设计，于2003年9月27日23时14分（UTC）发射升空。'"SMART'"是用于先进技术研究的小型任务（Small Missions for Advanced Research in Technology）的缩写。（LISA Pathfinder是智能2號的另一个名字，计划其将于2008年发射升空）SMART-1是欧洲第一个飞向月球的太空飞船。该飞船于2006年9月3日5时42分（UTC）成功撞击月球表面，为它的探月任务划上句号。

## 飞行器设计
“SMART-1”属于一台轻量级的探测器，它长约1米，发射时重367公斤（807.4磅），当中有287公斤（631.4磅）为非推进物质。
它使用了由太阳能推动的霍尔效应推进器作为动力来源，在发射时它携带了50公升（82公斤，气压150巴）的液态惰性氙作推进剂。这些推进器使用了静电场把氙原子变成离子，并把这些氙离子加至高速，使它的离子推进器之比冲值达至16.1 kN·s/kg（1640秒），为传统化学火箭的三倍以上，因此1公斤的推进剂（占探测器总重量的350到300分之一）可产生出约每秒45米的速度变化（ΔV）。推进器重29公斤，最高功率为1,200瓦。
探测器上的太阳能集光板为推进器提供1,190瓦的功率，使它能保持68 mN的推力，加速度为0.2 mm/s²（每小时0.7 m/s）。由于它是全离子推动，因此不能以短时间喷射来变轨，需要慢慢地进行。
SMART-1的总造价也相当低，只有1亿1000万欧元（1亿2600万美元）. SMART-1是欧洲空间局关于建造比类似美国NASA但更小更便宜的太空飞船计划的一部分。

## 任务
作为"用于先进技术研究的小型任务"计划的一部分，SMART-1将会测试新的太空飞行技术。智能1號主要目的是测试太阳能离子推进器。它也将测试小型科学设备的使用，这些设备可能更为有效。如果成功，这些技术将会在将来的ESA任务中使用。
任务的第二个目标是获取关于月球的更多信息，例如其是如何形成的这类问题。智能1號将会对月球表面进行X射线和红外线遥感采样绘制地图，从不同的角度拍摂图片并依此即可建立月球表面地图的三维模型。它还将使用X射线分光镜决定月球的化学组成。一个特别的目标是使用红外线搜寻月球南极固态水的存在，那里从未被太阳辐射直接照射过。它也将对月球的Peak of Eternal Light进行地图采样，该地形的山顶永久性的曝露在太阳辐射之下，而周遭的环形山则永远出于阴影中。

## 飞行
SMART-1在2003年9月27日与INSAT-3E以及e-BIRD使用亞利安5號運載火箭火箭在法属圭亚那的Kourou一起发射升空。其发射後42分钟即进入654 x 35 885 km的离地静止轨道。在那里，SMART-1将在13个月中使用SEPP逐渐螺旋脱离。2004年11月11日它穿过拉格朗日点 L1并且进入月球重力影响区域，在UT时间11月15日1748其穿越了月球轨道的第一个近月点。
欧洲空间局于2005年2月15日宣布，已经批准了关于延长一年SMART-1的使命到2006年8月的提案。

## 重要事件与发现
- 2004年6月17日：SMART-1使用传回了对地球照下的测试图像，该相机将用于对月球的近距离拍照。这张地球照片显示了欧洲和非洲的部分。它是在5月21日使用AMIE相机照下的，AMIE是一个重量只有450克的图像设备。
- 2004年11月2日：绕行地球轨道的最後一个近地点。
- 2004年11月15日：绕行月球轨道的第一个近月点。
- 2005年1月26日：发回月球表面第一个近距离图像。
- 2005年2月27日：达到最终的环月轨道，轨道周期为5小时。
- 2006年9月3日：成功撞擊月球表面，任務結束。